# María Victoria López Ramón
María Victoria López Ramón es una catedrática de química inorgánica de la Universidad de Jaén. 

## Biografía
Doctora en Ciencias Químicas (Química Inorgánica) por la Universidad de Granada (1991-1994). De 1995 a 1996 realizó un postdoctorado en Ingeniería Química en la Universidad de Cambridge.

### Trayectoria académica
Empezó a trabajar en la Universidad de Granada con un contrato de reincorporación MEC de química orgánica (1997-1998). En 1998 entró como profesora ayudante de facultad (Química Inorgánica y Orgánica) hasta el 2000 en la Universidad de Jaén (1998-2000). De 2000 a 2001 fue profesora asociada tipo III Universidad de Jaén (Química Inorgánica y Orgánica). Durante 2001 y 2002 fue profesora titular de Universidad Interina de la Universidad de Jaén (Química Inorgánica y Orgánica). De 2022 a 2012 fue profesora titular de la Universidad de Jaén (Química Inorgánica y Orgánica). Desde octubre de 2012 es catedrática en la Universidad de Jaén a tiempo completo.
Entre los cargos académicos que ha desempeñado en la Universidad de Jaén, de 2002 a 2007 fue directora de Secretariado de Equipamiento Docente (cargo equivalente a Decano); de 2007 a 2011 fue vicerrectora de Relaciones Internacionales y Cooperación, y de 2011 a 2015 vicerrectora de Internacionalización.
Con respecto a sus investigaciones cabe destacar que fue responsable de un estudio de la Universidad de Jaén para la creación de un filtro de tela de carbón para eliminar compuestos químicos perjudiciales del agua, ya que está demostrado que estos compuestos químicos alteran el sistema endocrino.
Tiene un total de 83 publicaciones, 14453 lecturas y 4529 citaciones sobre sus artículos. En el año 2022 aparecía en el ranking del Consejo Superior de Investigaciones Científicas (CSIC) ha con las 5.000 científicas españolas y extranjeras que investigan en organismos españoles.
Es vicepresidenta de la Asociación Española de Adsorción.

## Premios y reconocimientos
- 1994 Premio Extraordinario de Doctorado por la Universidad de Granada.[4]
- 2022 Homenaje Clara Campoamor, dedicado a mujeres que han destacado por su trayectoria profesional en el ámbito de la investigación científica.[9]